# Karl Verlinden
Karl Verlinden (10 juni 1966) is een Belgisch bestuurder.

## Levensloop
Verlinden is licentiaat in de rechten en handels- en financiële wetenschappen. Tijdens zijn studenentijd richtte hij samen met Johan Mees de studentenclub Moeder Sinjoria herop. de Hij werd in 2005 gedelegeerd bestuurder van het farmaceutisch familiebedrijf Qualiphar te Bornem, bekend van onder meer de keeltabletten Medica en de pijnstiller Algipan.
Van 2009 tot 2013 was hij bestuurder van Flanders DC.
In 2014 werd hij aangesteld als voorzitter van de Unie van Zelfstandige Ondernemers (UNIZO) in opvolging van Flor Joosen.
Hij is woonachtig te Kontich. 